# Maurice Lemonnier
Charles Jean Maurice Baron Lemonnier (Bergen, 12 januari 1860 - Brussel, 11 september 1930) was een Belgisch liberaal advocaat, politicus, waaronder volksvertegenwoordiger en burgemeester.

## Biografie
Maurice Lemonnier was de zoon van de ontvanger van posterijen Hubert Lemonnier, voorzitter van de Burgerlijke Godshuizen in Anderlecht, en Julie Alexandre. Hij trouwde in 1894 in Namen met Julia Mineur (1872-1945). Het echtpaar bleef kinderloos.
Beroepshalve werd hij advocaat en burgerlijk mijningenieur. Hij was gemeenteraadslid (1890-1895, 1899-1930) en schepen (1905-1930) van Brussel. Hij was waarnemend burgemeester vanaf 26 september 1914, na de arrestatie van Adolphe Max door de Duitse bezetter. Lemonnier toonde zich een lastige klant voor de Duitsers en pleegde met succes obstructie tegen verschillende van hun maatregelen, zoals een belasting op 'afwezigen' (gevluchten) en de deportatie van werklozen naar Duitse fabrieken (hij weigerde de namenlijst vrij te geven). Een derde ongehoorzaamheid in april 1917 werd hem te veel. Na zijn weigering een bevel tot afbraak van omheiningen uit te voeren, waarmee de Duitsers grondstoffen uit huizen wilden roven, werd hij op 8 mei 1917 gearresteerd, veroordeeld tot een jaar door de krijgsraad en gedeporteerd. Zijn opvolger was Louis Steens. Na zijn vrijlating werd Lemonnier op 25 oktober 1918 opnieuw waarnemend burgemeester tot de triomfantelijke terugkeer van Max op 17 november 1918.
Hij was tevens liberaal volksvertegenwoordiger voor het arrondissement Brussel van 1892 tot 1894 en van 1902 tot aan zijn overlijden. Hij was ondervoorzitter van de Kamer van volksvertegenwoordigers van 1924 tot 1930.

## Eerbetoon
In 1922 werd Lemonnier opgenomen in de erfelijke adel met de titel van baron.
Hij was onder meer grootofficier in de Leopoldsorde, grootkruis in de Kroonorde, grootkruis in de Orde van het Britse Rijk en grootofficier in het Legioen van Eer.
De Henegouwenlaan in Brussel werd omgedoopt in Maurice Lemonnierlaan. In Elsene staat een standbeeld van hem.

## Publicatie
- Le palais de la ville de Bruxelles à l'Exposition universelle de 1897, Brussel, Deman, 1897. (met Alphonse Wauters)